# Joseph Mears
Joseph Theophilus "JT" Mears (1871 - octubre de 1935), fue un empresario inglés, destacado por ser el cofundador del Chelsea Football Club.
Joseph Mears nació en 1871 en Hammersmith, Londres, hijo mayor de Joseph Mears, un constructor.
En 1896, Mears y su hermano Gus compraron el estadio de Stamford Bridge y terminaron fundando el Chelsea Football Club en 1905. A pesar de que nunca fue presidente, Joseph fue una "influencia dominante" en el club tras la muerte de su hermano en 1912 junto a su hijo, Joe y su nieto Brian, quienes terminarían siendo presidentes del club.
En 1907, Mears se hizo con el negocio del Thames Electric & Motor Launch Co en Eel Pie Island y consiguió construir una gran flota de barcos de pasajeros en el río Támesis.
En 1919 transformó su negocio en Joseph Mears Launches & Motors Ltd, y adquirió un garaje en Richmond, junto con varios empresarios del motor. La compañía continuó hasta 1945, cuando pasó a ser una nueva compañía llamada Thames Launches Ltd.
Fundó la empresa Joseph Mears Cinemas Ltd, la cual construyó varias salas de cine alrededor del área de Richmond.
Mears fue alcalde de Richmond desde 1931 hasta 1932.
Murió en octubre de 1935, y yace enterrado en el cementerio de Richmond en Londres. Mears dejó una fortuna estimada de 30 millones de libras.